# Jane's F-15
Jane's F-15 é um jogo de simulação baseado no caça tático norte-americano F-15E Strike Eangle. Foi desenvolvido em 1998 pela Jane's Combat Simulations, um ramo da Eletronic Arts, e publicado pela Origin Systems. Foi um dos maiores sucessos da Jane's Combat Simulations, sendo muito elogiado pelo realismo presente na simulação. Jane's F-15 coloca o jogador dentro do cockpit virtual de um F-15E para realizar diferentes missões durante cada estágio.

## História
Jane's F-15 tem parte de suas origens em jogos como F-15 Strike Eagle II, jogo de 1989 que foi o primeiro simulador de voo em 256 cores, e F-15 Strike Eagle III, de 1992 e que acabou por revolucionar a indústria dos jogos do gênero, ambos feitos para o IBM PC por Andy Hollis, designer do jogo, durante sua passagem pela MicroProse. A preferência de Hollis pelo caça tático norte americano F-15E, foi gerada devido ao uso da aeronave para missões críticas, juntamente com o Lockheed Martin F-117 "Nighthawk", para bombardeio ou interceptação, além de ser uma aeronave ainda operada.

## Jogabilidade
Como a maioria dos jogos do gênero, Jane's F-15 se passa dentro do cockpit de um F-15E, e de lá o jogador pode acessar todos os sistemas do avião, desde a navegação até as armas da aeronave. Dentro do cockpit F-15E existem três telas, além de botões, controles, um HUD central e alavancas, sendo estes totalmente funcionais.
Dentre as várias funções disponíveis no avião, estão as de gerenciamento menus, datas, piloto automático, limite de emissões, aviso de baixa altitude, IFF, radares, ILS e mudança de HUD.
Um sistema de rádio também foi colocado, sendo possível a comunicação entre o jogador e a torre de controle para decolagem e aterrissagem, com o avião tanque Lockheed Martin KC-130 "Hercules" para requisitar reabastecimentos aéreos, ou com o Boeing/Northrop Grumman E-3 "Sentry" do Sistema Aéreo de Alerta e Controle (popularmente conhecido como AWACS) para requerir orientação ou apoio aéreo. Tal sistema também permite que o jogador possa se comunicar com sua esquadrão, por meio de ordens pré-definidas, para realizar tarefas como ataques aéreos, terrestres, seguir uma rota, mudar a formação, apoiar outras unidades ou comunicar com outras aeronaves.
Toda a inteligência artificial do jogo foi modelada para não haver vantagens ou disvantagens sobre o jogador, apesar de ter um modelo de voo menor, devido ao excessivo número de cálculos necessários para um modelo igual ou superior ao do jogador humano.

Um MiG-29 em combate com o F-15.

Além do McDonnell Douglas F-15E "Strike Eagle", o jogo apresenta outras 50 aeronaves, incluindo novas entradas soviéticas para a época, como o Sukhoi Su-35 "Flanker-E" e o Mikoyan-Gurevich MiG-35 "Fulcrum-F", todas podendo ser inclusas no jogo em missões aleatórias ou no editor de mapas.
Segundo Andy Hollis, o mapa do jogo situado no Oriente Médio possui aproximadamente 4,8 milhões de quilômetros quadradas e possui paisagens diferenciadas entre desertos, montanhas e ilhas, além de ter várias cidades e aeroportos.

## Carregamento
Jane's F-15 apresenta uma enorme variedade de bombas de fragmentação, bombas guiadas por laser, bombas inteligentes, mísseis ar-terra, mísseis ar-ar, contramedidas e munições que podem ser equipados no F-15E durante a preparação de cada missão. Cada um dos armamentos tem um certo peso e podem acabar modificando o desempenho da aeronave, como a velocidade e o limite do ângulo de ataque.